# Václavický hřbitov
Hřbitov na Václavicích v okrese Náchod je historické, stále používané pohřebiště na vrchu Dobenín ve Václavicích, místní části obce Provodov-Šonov.

## Historie
Hřbitov vznikl na vrchu Dobenínu zřejmě ve stejné době, kdy byl postaven i místní kostel sv. Václava. V roce 1866 se bezprostřední okolí kostela, i kostel samotný, staly místem jednoho z velmi krvavých střetů bitvy u Náchoda v rámci prusko-rakouské války. Tuto skutečnost dokládá několik vojenských hrobů na hřbitově a pamětní desky ve vstupní předsíni kostela. Hřbitov měl původně tvar zhruba nepravidelného pětiúhelníku, v prostoru za kostelním presbytářem byl později rozšířen o novou část, mající zhruba tvar mírně nepravidelného čtyřúhelníku. V rámci rozšíření zůstala zachována stará hřbitovní zeď, ve které byly pouze vytvořeny průchody do části nové. 

### Vojenské hroby
Na severní straně kostela se nachází dva jednoduché vojenské hroby, pouze v podobě jednoduchého kříže s vepsaným vročením 1866. Dále je zde z téhož roku hrob Alfreda Gilia Rimoldiho, důstojníka rakouské armády, který padl na Václavicích 27. června 1866. Několik hromadných hrobů z téže doby je též mimo hřbitov v blízkých lesích.

## Stavební podoba
Hlavní vstup do hřbitova je veden kolem solitérní mohutné zvonice, patřící ke hřbitovnímu kostelu sv. Václava, hlavní vstup ústí před hlavní vchod do kostela. Terén hřbitova ve staré části mírně stoupá, hroby jsou zde poměrně velmi natěsno vedle sebe. Zhruba veprostřed staré části hřbitova stojí gotický kostelík sv. Václava, zmiňovaný již v Kosmově kronice. Kolem kostela na různých místech je několik vojenských hrobů z války roku 1866. Vesměs jde o velmi jednoduché hroby, zpravidla označené jen zcela jednoduchým křížem s letopočtem, vepsaným bílou barvou. Na hřbitově se nacházejí hroby obyvatel Václavic, Provodova, Šonova a Klenů. Na hřbitově je pohřbeno také několik katolických duchovních (na rozdíl od některých jiných hřbitovů zde není zvláštní kněžský hrob, duchovní jsou pohřbeni v rodinných hrobech svých příbuzných). Nová část hřbitova má ve svém ohrazení větší bránu, umožňující vjezd pohřebních vozů. Plocha této nové části je zatím převážně prázdná a zatravněná. Pozvolna zde vznikají nové hroby.